# رینالدو آرناس
رینالدو آرناس (به اسپانیایی: Reinaldo Arenas) ‏ (۱۹۴۳–۱۹۹۰) نمایشنامه‌نویس، نویسنده و شاعر کوبایی.

## زندگی
آرناس در ۱۶ ژوئیهٔ ۱۹۴۳ در خانواده‌ای فقیر و کشاورز به دنیا آمد. در ۱۹۵۹ هنگام پیروزی انقلاب کوبا پانزده سال داشت. تحصیلات پراکنده و نامنظمی داشت و در نوجوانی به دلیل تمایلات هم‌جنس‌گرایانه دچار مشکلات فراوانی بود. در جوانی به هاوانا رفت و در کتابخانهٔ ملی هاوانا مشغول کار شد و شروع به نوشتن داستان کرد. اولین رمان او آوازی از ته چاه(به اسپانیایی: Celestino antes del alba) در ۱۹۶۵ برندهٔ جایزهٔ دوم اتحادیهٔ نویسندگان کوبا شد.

رمان دومش هذیان (به اسپانیایی: El mundo alucinante) در مکزیکو سیتی منتشر شد و برای او در خارج از کوبا شهرت به همراه آورد. اما به دلیل هم‌جنس‌گرا بودن موقعیت مناسبی نزد حکومت کمونیستی کوبا نداشت و در ۱۹۸۰ پس از آن که مدتی به جرم فساد اخلاقی در زندان به‌سر برد به آمریکا رفت و در نیویورک و میامی ساکن شد. در آمریکا به داستان‌نویسی و سخنرانی علیه فیدل کاسترو ادامه داد اما چند سال بعد در ۱۹۸۷ به بیماری ایدز مبتلا شد و سرانجام در ۷ دسامبر ۱۹۹۰ در نیویورک خودکشی کرد.

## سینما
بر اساس زندگی آرناس فیلم پیش از آغاز شب به کارگردانی جولیان اشنابل ساخته شد. در این فیلم خاویر باردم در آن نقش آرناس را بازی کرد و جایزه بزرگ هیئت داوران (جشنواره فیلم ونیز) را از آن خود کرد.

## آثار
- ۱۹۶۵ - آوازی از ته چاه(به اسپانیایی: Celestino antes del alba). کوبا
- ۱۹۶۹ - هذیان (به اسپانیایی: El mundo alucinante). مکزیک
- ۱۹۹۲ - پیش از آغاز شب. (به اسپانیایی: Antes que anochezca). بعد از خودکشی آرناس منتشر شد. آمریکا
- ۱۹۷۲ - مجموعه داستان کوتاه. (به اسپانیایی: Con los ojos cerrados). اروگوئه
- ۱۹۸۱ - پایان رژه. (به اسپانیایی: Termina el desfile).